# Oscaecilia hypereumeces
Oscaecilia hypereumeces és una espècie d'amfibis gimnofions de la família Caeciliidae. És endèmica del Brasil. Els seus hàbitats naturals inclouen boscos secs tropicals o subtropicals, plantacions, jardins rurals i zones prèviament boscoses ara molt degradades.